# Anthoni Jacobsz Roscius

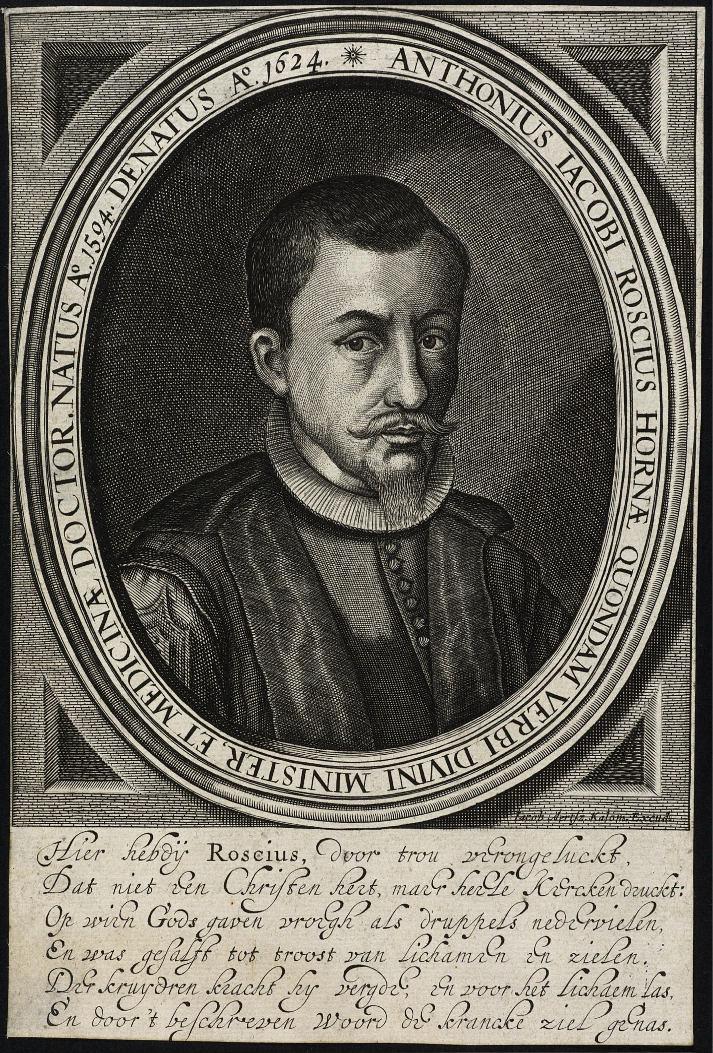
Portret van Anthoni Jacobszoon Roscius met eronder het gedicht van Vondel

Anthoni Jacobszoon Roscius (1593/94 - 27 januari 1624) was een Nederlands arts, schrijver en doopsgezind predikant te Hoorn. Wegens zijn welsprekendheid verwierf hij als student de bijnaam Roscius naar Quintus Roscius, de beroemde leermeester in de elocutie van Cicero.

Roscius huwde met Ytien Andriesdochter op 4 september 1622. Op 24 januari 1624 vertrok het paar met hun jonge kind per slede over het dichtgevroren IJ naar Amsterdam, waar hij een lezing zou geven. Maar de slee zakte door het ijs en het gezelschap belandde in een wak. Roscius probeerde zijn gezin in veiligheid te brengen, maar de baby overleed direct, en volgens Vondel blies zijn vrouw haar laatste adem uit op zijn lippen, waarna hij ook zichzelf niet meer op tijd kon redden.
Het drietal werd begraven in de Zuiderkerk.

Joost van den Vondel schreef twee gedichten ter herinnering aan zijn vriend, een klinkdicht en een bijschrift bij een postuum portret. Roscius leverde het bewijs van trouw door "zich te verreuckeloozen" en zijn leven in de waagschaal te stellen voor een ander. De trouw bevroor tot ijs en versmolt tot geest.

## Op het verongelucken van DoctorRoscius
Zyn bruit t'omhelzen in een beemt, bezaait met roozen,
Of in het zachte dons, is geen bewijs van trouw;
Maar springende in een meir, daar 't water stremt van kou
En op de lippen vriest, zich te verreuckeloozen,
Dat's van twee uiterste het uiterste gekozen,
Gelijck mijn Roscius, beklemt van druck en rouw,
In d'armen houdt gevat zijn vrucht en waarde vrouw,
En gloeit van liefde, daar 't al kil is en bevrozen.
Zy zuchte: och lief, ik zwijm, ik sterf, ik ga te gront.
Hy sprak: schep moed, mijn troost, en ving in zijnen mont
Haar'adem, en haar ziel; zy hemelde op zijn lippen.
Hy volght haar bleecke schim naar 't zaligh paradijs.
Vraagt yemant u naar trou, zoo zeg: zy vroos tot ys,
En smolt aan geest, en hy ging met haar adem glippen.

## Op Roscius
Hier hebdij Roscius, door trou verongeluckt,
Dat niet een Christen hert, maer heele Kercken druckt:
Op wien Gods gaven vroegh als druppels nedervielen,
En was gesalft tot troost van lichamen en zielen.
Der kruydren kracht hy vergde, en voor het lichaem las,
En door 't beschreven Woord de krancke ziel genas.